# بيتر فوغل
بيتر فوغل (بالألمانية: Peter Vogel)‏ هو ممثل ألماني، ولد في 22 مارس 1937 بميونخ في ألمانيا، وتوفي في 21 سبتمبر 1978 بفيينا في النمسا بسبب تسمم.

## وصلات خارجية
- بيتر فوغل على موقع IMDb (الإنجليزية)
- بيتر فوغل على موقع ألو سيني (الفرنسية)
- بيتر فوغل على موقع أول موفي (الإنجليزية)
- بيتر فوغل على موقع قاعدة بيانات الأفلام السويدية (السويدية)
- بيتر فوغل على موقع قاعدة بيانات الفيلم (الإنجليزية)
- بيتر فوغل على موقع كينوبويسك (الروسية)